# Aderus pabalani
Aderus pabalani là một loài bọ cánh cứng trong họ Aderidae. Loài này được Escalera miêu tả khoa học năm 1922.